# 1,16-二溴十六烷
1,16-二溴十六烷是一种有机溴化合物，化学式为C16H32Br2。1,16-二溴十六烷可由NBS（或四溴化碳）和1,16-十六烷二醇在三苯基膦的存在下反应制得。它和碘化钠在丙酮中回流，可以得到1,16-二碘十六烷；它和氰化钠在二甲基亚砜中加热反应，得到1,18-十八烷二腈。